# Janusz Wichowski
Janusz Wiktor Wichowski  (Chełm, Polonia, 6 de octubre de 1935 - Valenciennes, Francia, 30 de enero de 2013) fue un jugador polaco de baloncesto. Consiguió 3 medallas en competiciones internacionales con Polonia.